# Holywell (Lincolnshire)
Holywell – wieś w Anglii, w hrabstwie Lincolnshire, w dystrykcie South Kesteven, w civil parish Careby Aunby and Holywell. Leży 10 km od miasta Stamford. W 1921 roku civil parish liczyła 67 mieszkańców.